# アルファロメオ・8C

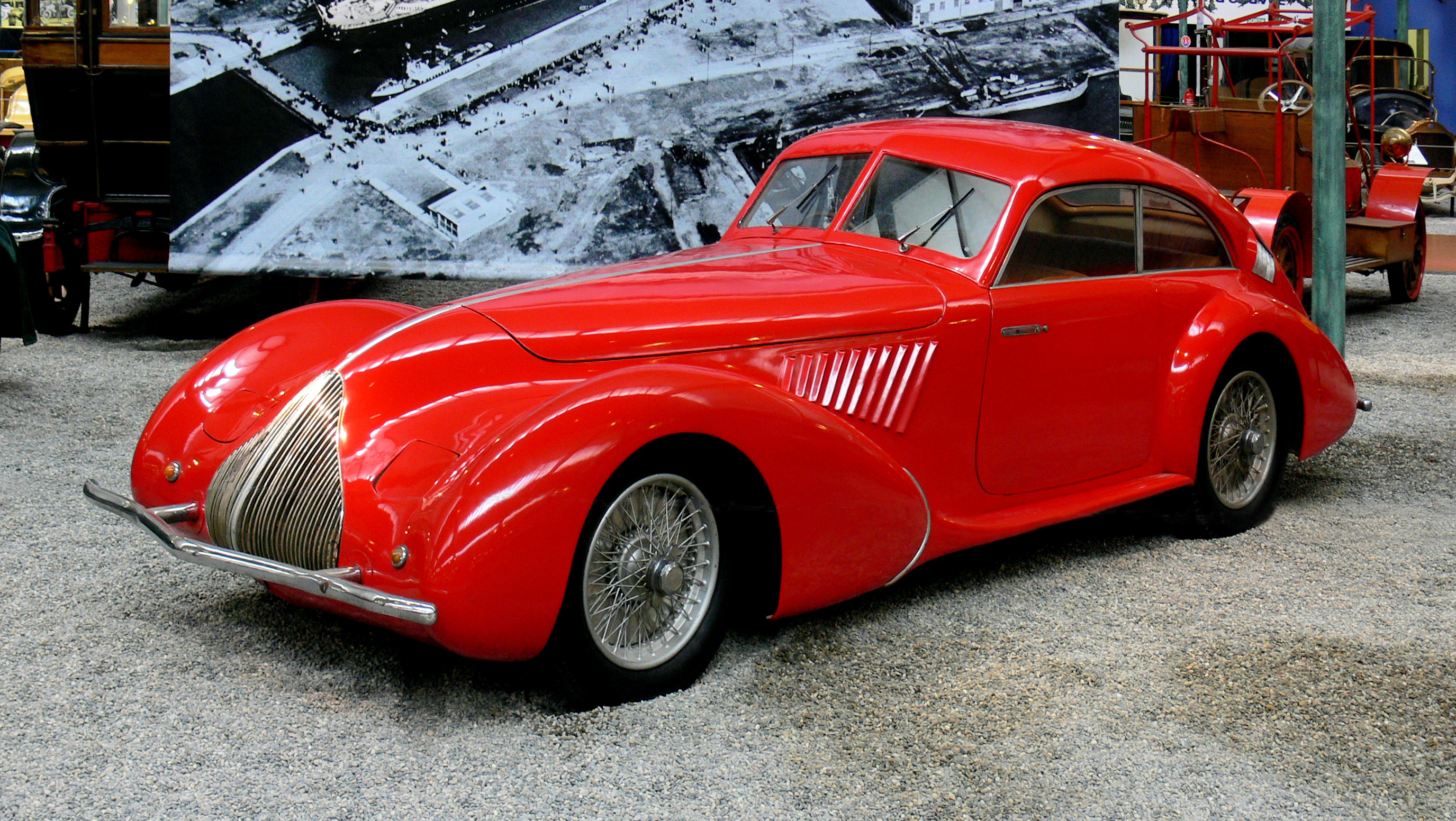
アルファロメオ 8C 2900A (1936)

8Cは、アルファロメオの1930年代の乗用車、レーシングカー、スポーツカーに用いられた名前である。
8Cとは8気筒(8 cylinders)を表し、直列8気筒エンジンを搭載していた。ヴィットリオ・ヤーノの設計による8Cとは、1931年から1939年まで使用されたレース用エンジンで、世界初のシングルシーター・グランプリレーシングカー、ティーポB(P3)にも搭載された。その後1935年の8C35タイプC、8C2900Bミレ・ミリア　ロードスターやこのエンジンを2基搭載したビモトーレにも使用される。
また同時に同社の高級車にも搭載された。
2004年、アルファロメオはこの名前を復活させ、V8エンジン搭載のコンセプトカーおよび2007年の生産車に8Cコンペティツィオーネと名づけた。

## 歴史
1924年、ヴィットリオ・ヤーノは初めての直列8気筒エンジンをアルファロメオ用に設計した。共通のクランクケースで鋼鉄をメッキした2気筒シリンダーブロックを4つまとめた1,987ccのエンジンを搭載したP2は1925年の第1回のグランプリに優勝したが、同じ8気筒ではあったが8Cとは名乗らなかった。

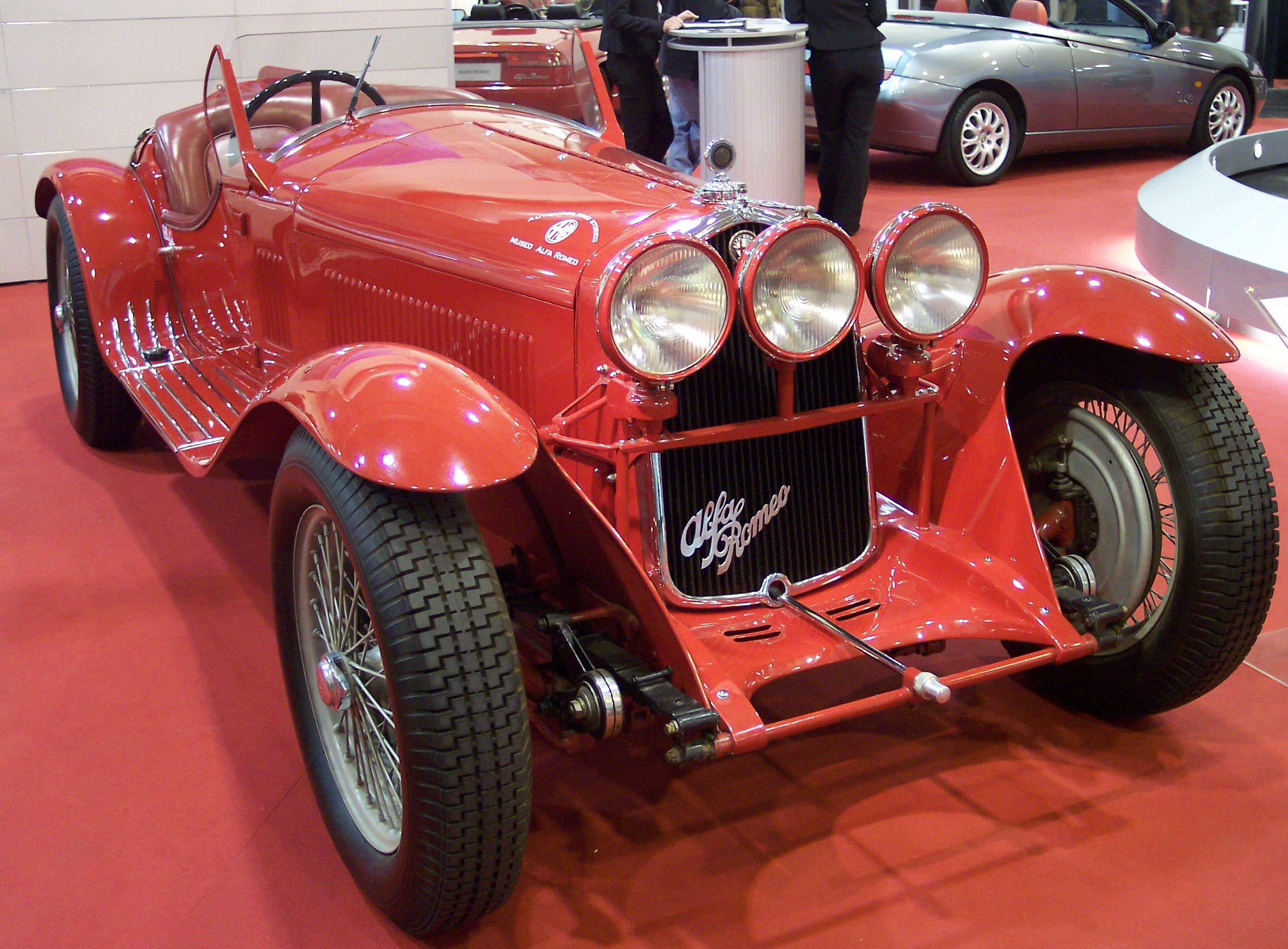
8C 2300 スパイダー・コルサ (1932)

8Cエンジンが初めて登場したのは1931年のミレ・ミリアである。クランクケースは同じだがシリンダーブロックは鍛造となり2つの4気筒をまとめたかたちとなった。ボア×ストロークは6C1750と同じ65×88mmの2,336ccである。シリンダーヘッドはシリンダーブロックと一体になっており、ヘッド・ガスケットのトラブルを防止していたが、このためにバルブの整備性は悪化していた。中央にあるセントラル・ギア・タワーがカムシャフトやスーパーチャージャー、補機類を駆動していた。
生産車には2種類の8Cエンジンが生産され、8C2300(1931年-1935年)と、ボア×ストロークが68×100となり、より高価で希少な8C2900(1936年-1941年)が存在した。

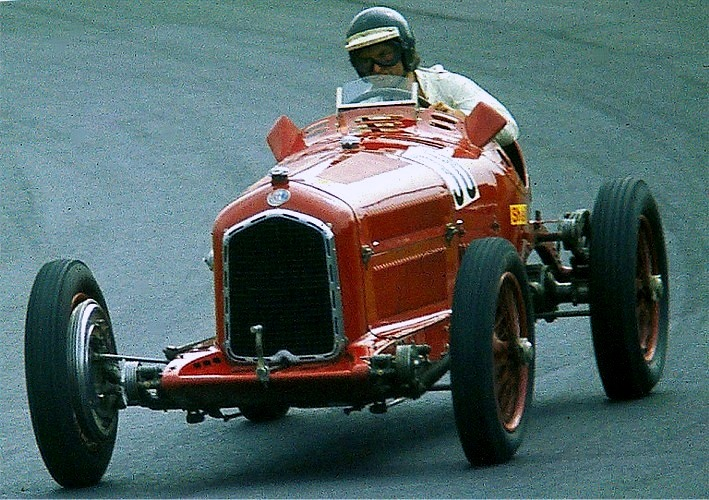
ティーポB(P3) (1932)

レーシングカーにメカニックの同乗を認めなくなるようになり、アルファロメオはシングルシーターのレーシングカーを制作した。1931年に登場したティーポAは6気筒エンジンを2基狭いシャシーになんとか搭載した結果、大変重く複雑な構造となってしまった。これを受けてヴィットリオ・ヤーノは改良モデルティーポB(P3)を1932年シーズンに登場させた。2,665ccに拡大され、シングルからツインになったスーパーチャージャーのパワーもありティーポBは圧倒的な強さでシーズンを席巻した。

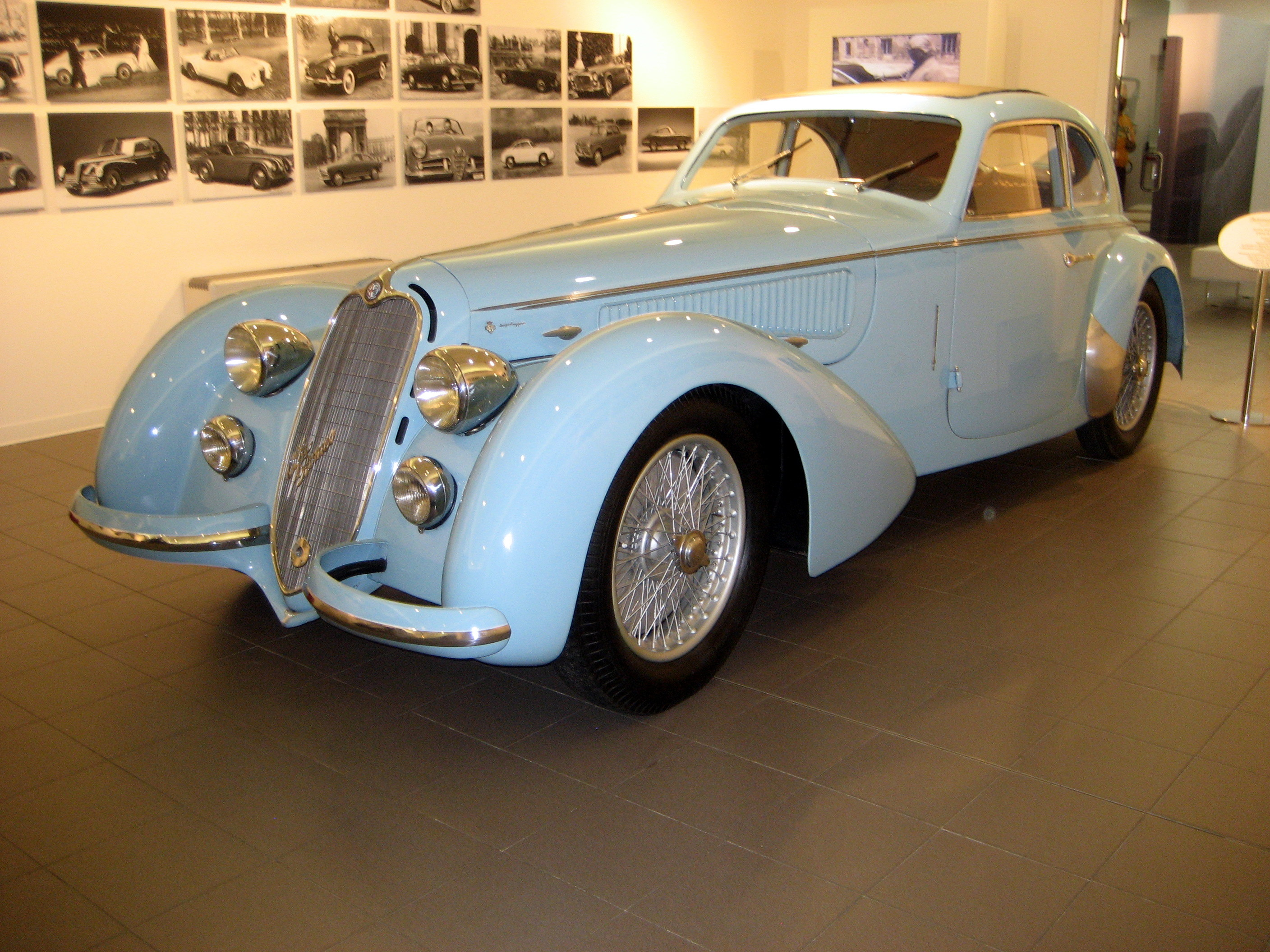
8C 2900Bルンゴ (1938)

当初アルファロメオは8Cエンジンの市販はしないとしていたが、1931年の秋よりルンゴ(長)/コルト(短)と呼ぶ2種類のホイールベースを持つシャシーとのセットで1,000ポンドからの発売を開始した。シャシーは複数のイタリア・コーチビルダーから選択できた。それらの中にはザガート、カロッツェリア・トゥーリング、
カロッツェリア・カスターニャ、ピニンファリーナやブリアンザなどがあり、アルファロメオ自製も選択できた。中にはフィゴニなどのフランスやスイスのコーチビルダーによるボディも架装された。また、アルファロメオは顧客のための再架装も試しており、レーシングモデルの中にはロードモデルに再架装されて販売されたものもあった。